# Шаловливые ниндзя
«Шаловливые ниндзя» — седьмой эпизод девятнадцатого сезона мультсериала «Южный парк».

## Сюжет
Большое количество полицейских отправляются в начальную школу, предполагая, что детям грозит опасность. Но на самом деле ПК Директор вызвал их, чтобы заставить замолчать Лесли, которая разговаривала со своими подругами во время школьных собраний. Офицер Барбрейди заходит в школу через заднюю дверь и случайно выстреливает в руку одного из учеников. Мэр Мэкдэниэлс отстраняет его от работы. Стюарт Маккормик жалуется в полицию на бомжей в ныне заброшенном районе SodoSopa, но полицейские отказывается приезжать, потому что боятся, что их могут уволить. В SodoSopa Кенни и Токен начали играть в нинзя и их стали бояться окружающие люди. Благодаря этому, всё больше детей хотят присоединиться к игре в ниндзя, чем заставляют бродяг из района переехать из SodoSopa в оживлённую часть города, там же оказывается офицер Барбрейди, который был выселен из своего дома. Со временем, жители Южного Парка становятся все более нетерпимыми к полиции.
В новостях сообщают о том, что дети, которые играют в ниндзя, относятся к группировке ИГ (из-за сходства их одежде). Рэнди, Джеральд, Шейла Брофловски и Макдэниелс идут в полицию, чтобы попросит их решить эту проблему, но полицейские отказывают в помощи. Дети получают видеообращение от ИГ, думая, что сообщение пришло от настоящих ниндзя. Мер Макдэниелс и Рэнди находят на улице офицера Барбрейди и предлагают ему вернуться в полицию и застрелить детей, которые присоединились к ИГ. Позже Рэнди понимает, что дети играют в ниндзя и никак не относятся к ИГ и бежит в SodoSopa, чтобы остановить офицера Барбрейди. Когда Барбрейди пытается спокойно поговорить с детьми внезапно врывается Рэнди. Барбрейди от испуга делает выстрел и попадает в ребёнка. Жители Южного Парка согласны закрыть глаза на то, какие методы использует полиция, чтобы вернуть бомжей обратно в SodoSopa.
Барбрейди оказывается на переговорах с неизвестным мужчиной. Он предупреждает его об изменениях в Южном Парке, которые являются частью плана, в который включена Лесли.

## Рецензии
Макс Николсон из IGN дал эпизоду 8.0 баллов из 10, Крис Лонго из Den of Geek поставил серии 3.5 из 5 звёзд, а Дэн Кэффри из The A. V. Club оценил эпизод на A-.

## Интересные факты
- Ребята ранее играли в ниндзя в эпизоде 801.
- Бездомные ранее наводняли город в эпизоде «Ночь живых бомжей».
- Когда Картману, ставшему ниндзя, припоминают, что раньше он называл их "гейским отстоем", он отвечает: "Зачем мне комментировать, как Твик и Крейг развлекаются?" Это отсылка к серии "Твик+Крейг"